# Ixora triantha
Ixora triantha là một loài thực vật có hoa trong họ Thiến thảo. Loài này được Volkens mô tả khoa học đầu tiên năm 1901.